# 馬斯湖
52°21′16″N 9°44′35″E / 52.35444°N 9.74306°E

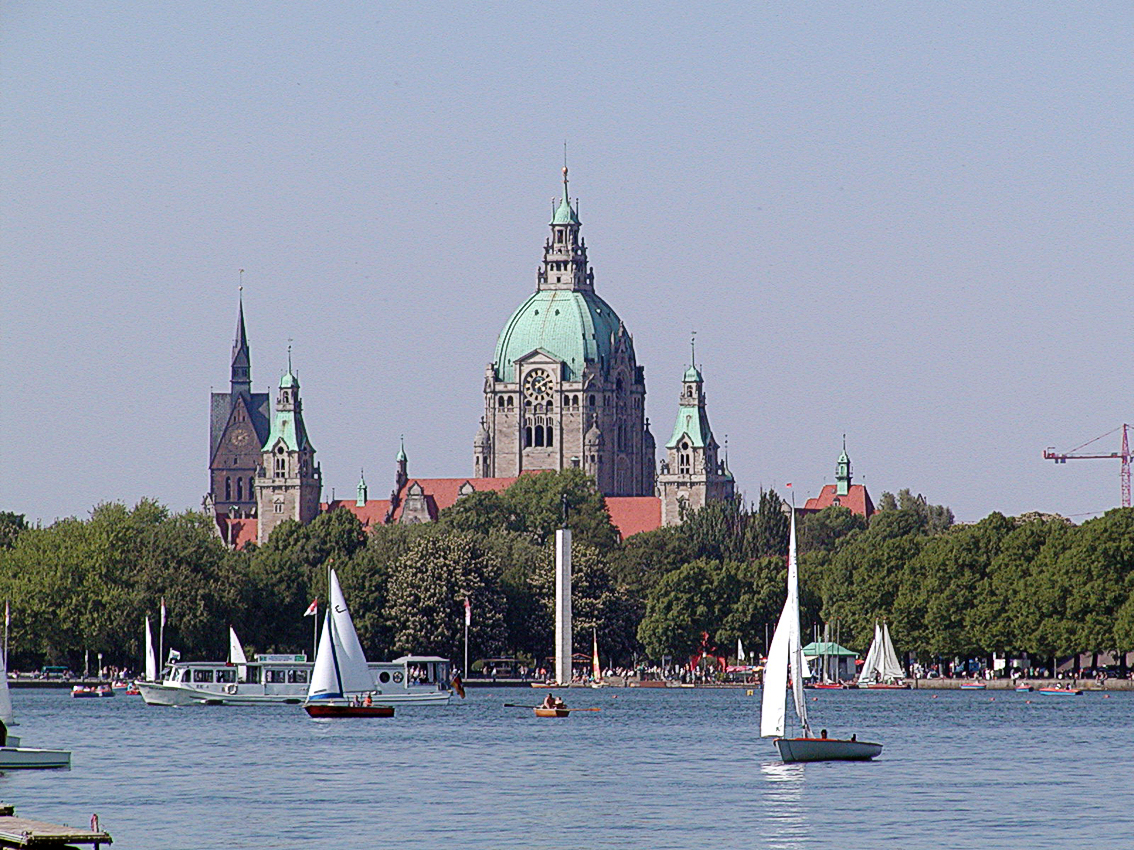

馬斯湖是德國的人工湖泊，位於該國中北部，由下薩克森負責管轄，長2.4公里、寬0.53公里，面積0.78平方公里，海拔高度53米，平均水深2米，蓄水量160,000立方米。

## 外部連結
- Lonely planet.[][永久]